# This Wicked Nest
This Wicked Nest è l'ottavo album della band heavy metal statunitense Helstar edito nel 2014 da AFM Records.

Il disco contiene la traccia strumentale Isla de las Muñecas registrata con la collaborazione di Jeff Loomis, il chitarrista dei Nevermore.

## Tracce
1. Fall of Dominion – 6:36
2. Eternal Black – 5:48
3. This Wicked Nest – 4:55
4. Souls Cry – 4:44
5. Isla de las Muñecas – 3:57
6. Cursed – 7:28
7. It Has Risen – 4:32
8. Defy the Swarm – 6:05
9. Magormissabib – 7:22

## Formazione
- James Rivera – voce
- Larry Barragan – chitarra
- Rob Trevino – chitarra
- Matej Susnik – basso
- Mikey Lewis – batteria